# Margarita Gralia
Margarita Gralia  (Buenos Aires, Argentína, 1954. december 23. –) argentin születésű mexikói színésznő.

## Élete és pályafutása
Buenos Airesben született. 
1997-ben Paulinát alakította a Női pillantásban. 2001-ben Ángela szerepét játszotta az Amikor az enyém leszel című sorozatban. 2005-ben megkapta Paz Achaval Urien szerepét az Amor en custodia című sorozatban.

## Filmográfia

### Telenovellák
- Destino (2013) - Grecia del Sol de Vargas/Dulce María Rios
- La mujer de Judas (2012) - Lucrecia de Sosa
- Entre el amor y el deseo (2010) - Renata Dumont/Agetilde Garcia
- Tengo todo excepto a ti (2007) - Pamela Garcia Woolrich
- Amor en custodia (2005) - Paz Achaval Urien Bustamante/Samantha Martínez Carralero
- La heredera (2004) - Ana Gabriela Grimaldi de Madero
- El país de las mujeres (2002) - Natalia
- Amikor az enyém leszel (Cuando seas mía) (2001) - Ángela Vallejo de Sánchez Serrano
- Todo por amor (2000) - Laura
- Besos prohibidos (1999) - Diana
- Női pillantás (Mirada de mujer) (1997) - Paulina
- Para toda la vida (1996) - Adela
- Caminos cruzados (1994) - Emma Ulloa de Jiménez y Cisneros
- Atrapada (1991) - Adela
- Balada por un amor (1990) - Virginia
- La casa al final de la calle (1988) - Rebeca Ulloa
- Herencia maldita (1986) - Laura
- De pura sangre (1985) - Andrea
- La pasión de Isabela (1984) - Odette
- Amor ajeno (1983) - Carla